# Улиг, Виктор
Виктор Карл Улиг (нем. Viktor Uhlig; 2 января 1857, Фридек-Мистек (ныне в Моравскосилезском крае, Чешской Республики) — 4 июня 1911, Карлсбад (ныне Карловы Вары) — австрийский учёный-геолог и палеонтолог, профессор. Действительный член Австрийской академии наук (с 1901).

## Биография
Обучался в университетах Граца и Вены. После окончания учëбы с 1877 по 1883 год работал ассистентом на кафедре палеонтологии Венского университета.
Одновременно с 1881 по 1890 работал в Императорском Геологическом институте.
С 1891 В. Улиг — профессор Пражского Карлова университета, до 1900 преподавал там палеонтологию, а затем профессор геологии Венского университета, в котором трудился до самой смерти.
С 1894 — член, а с 1901 — действительный член Австрийской академии наук. В 1907 был среди основателей и первым президентом Венского геологического общества. В 1909 — принят в члены Леопольдины.

## Научная деятельность
Провёл ряд исследований в области геологического строения Восточных Альп и Карпат, a также строения и мест нахождения руководящих ископаемых — аммонитов в Карпатах (в том числе Татрах).
В. Улигом разработан синтез геологического строения Карпат согласно теории тектонического покрова.
Во время научных путешествий по Восточной Африке в 1901 первым поднялся на вулкан Меру.

## Избранные научные труды
- Über das Vorkommen und die Entstehung des Erdöls (1884)
- Über die von H. Abich im Kaukasus gesammelten Jurafossilien (1891)
- Das unterirdische Wasser und seine Bewegung (1896)
- Über die Geologie des Tatragebirges (1897)
- Über eine unterliasische Fauna aus der Bukowina (1900)
- Über die Cephalopodenfauna der Teschener und Grodischter Schichten (1902)
- Beiträge zur Geologie des Fatrakriván-Gebirges (1902)
- Bau und Bild Österreichs (1903)
- Bau und Bild der Karpaten (1903)
- История Земли: Общая геология (1904)
- Über die Tektonik der Karpathen (1907)
- Die Fauna der Spiti-Schiefer des Himalaya, ihr geologisches alter und ihre Weltstellung (1910)
- Über die Tektonik der Karpaten
- Die Geologie des Tatragebirges
- Die marinen Reiche der Jura und der Unterkreide
- Die Entstehung der Alpen и др.